# Natalie Bennett
Natalie Louise Bennett, Baronesa Bennett de Manor Castle (Eastwood, Sydney, Nova Gales do Sul, Austrália, 10 de fevereiro de 1966) é uma política e jornalista britânica, que foi líder Partido Verde da Inglaterra e do País de Gales, entre 2012 e 2016. Em 7 de outubro de 2019, Bennett foi nomeada par vitalício da Câmara dos Lordes, sendo a terceira verde a ter acento nessa câmara.